# ヴィンロン市
ヴィンロン市（ベトナム語：Thành phố Vĩnh Long / 城庯永隆?  発音）はベトナム南部、メコンデルタ地域にある街で、ヴィンロン省の省都。

## 地理・交通
ホーチミン市から車で約3時間、カントーまで約2時間の距離に位置する。水上マーケットで有名なティエンザン省カイベー県は対岸に位置し、2000年にオーストラリアの援助で架けられたミートゥアン橋で接続されている。ヴィンロン市内はホーチミン市からの国道1A号線が縦貫し、またミートゥアン橋はティエンザン（メコン川の本流）が大きく分岐する手前に架かっているため、ヴィンロン自体は大きな街ではないが交通の要所となっている。ヴィンロンには市バスターミナルの他、ヴィンロン旅客バスターミナルも存在し、ホーチミン市からメコンデルタ各都市に向かう多くの長距離バスがここを経由する。

## 行政区画
以下の11坊から構成される。
- 第1坊（Phường 1）
- 第2坊（Phường 2）
- 第3坊（phường 3）
- 第4坊（phường 4）
- 第5坊（phường 5）
- 第8坊（phường 8）
- 第9坊（phường 9）
- タンホイ坊（Tân Hội / 新惠）
- タンホア坊（Tân Hòa / 新和）
- タンガイ坊（Tân Ngãi / 新義）
- チュオンアン坊（Trường An / 長安）